# 엘리바스
엘리바스(Eliphaz, 히브리어: אֱלִיפַז/אֱלִיפָז "내 엘로힘은 금이다", 표준 히브리어 Elifaz, 티베리아 히브리어 ʾĔlîp̄az / ʾĔlîp̄āz)는 에서와 그의 아내 아다의 맏아들이었다. 그에게는 여섯 아들이 있었는데 그 중 맏아들은 오마르이고 나머지는 데만, 스보, 가담, 그나스이고 마지막으로 그의 첩 팀나에게서 태어난 아말렉이었다. 아말렉 사람들은 이스라엘 민족의 원수였다(출애굽기 17:16, 신명기 25:19, 삼상 15:2-3).
미드라시는 야곱이 에서에게서 탈출하여 하란에 있는 그의 삼촌 라반 (성경 인물)에게로 도망했을 때, 에서는 그의 랍비이기도 한 그의 삼촌 야곱을 쫓아 죽이도록 엘리바스를 보냈다고 말한다. 그들이 만났을 때 야곱은 엘리바스에게 자신을 죽이지 말라고 간청했지만, 엘리바스는 아버지의 지시를 이행해야 한다고 도전했다. 야곱이 자기의 모든 소유를 엘리바스에게 주면서 이르되 내게 있는 것을 가지라 가난한 사람은 죽은 것으로 여김이니라 하고 엘리바스가 만족하여 그의 삼촌과 랍비를 가난하게 남겨 두었으나 여전히 살아 있었다. (창 29:11)
루이스 긴즈버그(Louis Ginzburg)의 유대인 전설에 따르면 엘리바스는 선지자였다.